# Jalen Crutcher
Jalen Crutcher (Memphis, Tennessee; 18 de julio de 1999) es un baloncestista estadounidense que pertenece a la plantilla de los Birmingham Squadron de la G League. Con 1,85 metros de estatura, juega en la posición de base.

## Trayectoria deportiva

### Universidad
Jugó cuatro temporadas con los Flyers de la Universidad de Dayton, en las que promedió 13,5 puntos, 3,5 rebotes y 4,9 asistencias por partido. En su primera temporada fue incluido en el mejor quinteto de rookies de la Atlantic 10 Conference, mientras que en la segunda, tras acabar segundo en asistencias de la A-10 y llevar a su equipo a las semifinales del NIT, fue incluido en el tercer mejor quinteto de la conferencia. En sus dos últimas temporadas fue elegido en el mejor quinteto de la A-10, y acabó como decimosexto mayor anotador de la historia de los Flyers con 1593 puntos, cuarto en triples con 242 y segundo en asistencias con 584.

#### Estadísticas
| Año     | Equipo | PJ  | PT  | MPP  | %TC  | %3P  | %TL  | RPP | APP | ROB | TPP | PPP  |
| ------- | ------ | --- | --- | ---- | ---- | ---- | ---- | --- | --- | --- | --- | ---- |
| 2017–18 | Dayton | 31  | 22  | 31.2 | .412 | .338 | .681 | 3.1 | 4.4 | 1.0 | .1  | 9.2  |
| 2018–19 | Dayton | 33  | 32  | 36.5 | .419 | .363 | .707 | 4.0 | 5.7 | .9  | .1  | 13.2 |
| 2019–20 | Dayton | 30  | 30  | 33.6 | .468 | .424 | .869 | 3.2 | 4.9 | .8  | .1  | 15.1 |
| 2020–21 | Dayton | 24  | 24  | 38.1 | .463 | .372 | .763 | 3.5 | 4.8 | .8  | .0  | 17.6 |
| Total   | Total  | 118 | 108 | 34.7 | .441 | .375 | .769 | 3.5 | 4.9 | .9  | .1  | 13.5 |

### Profesional
Tras no ser elegido en el Draft de la NBA de 2021, se unió a los Milwaukee Bucks para la Liga de Verano de la NBA de ese año. El 8 de octubre firmó con los Charlotte Hornets, pero fue despedido seis días después. El 24 de octubre firmó con su filial, los Greensboro Swarm como jugador afiliado. Allí jugño dos temporadas, promediando en la primera de ellas 16,1 puntos y 6,0 asistencias por partido, mientras que en la segunda fueron 15,3 puntos y 3,9 asistencias.
El 18 de septiembre de 2023, sus derechos fueron traspasados a los Birmingham Squadron y el 12 de octubre fichó por los New Orleans Pelicans. Sin embargo, fue despedido diez días después y siete días más tarde regresó a Birmingham.
El 22 de febrero de 2024 firmó un contrato de diez días con los Pelicans. Con los que debutó en la NBA ante New York Knicks el 27 de febrero, pero regresó a los Squadron el 3 de marzo.

## Estadísticas de su carrera en la NBA

### Temporada regular
| Año     | Equipo      | PJ | PT | MPP | %TC  | %3P | %TL | RPP | APP | ROB | TPP | PPP |
| ------- | ----------- | -- | -- | --- | ---- | --- | --- | --- | --- | --- | --- | --- |
| 2023-24 | New Orleans | 1  | 0  | 2.7 | .000 | —   | —   | .0  | .0  | .0  | .0  | .0  |
| Total   | Total       | 1  | 0  | 2.7 | .000 | —   | —   | .0  | .0  | .0  | .0  | .0  |